# Heinz Büker
Heinz Büker (ur. 6 lipca 1941 w Oberhausen) – niemiecki kajakarz. Brązowy medalista olimpijski z Tokio.
Zawody w 1964 były jego jedynymi igrzyskami olimpijskimi. Wchodził w skład olimpijskiej reprezentacji Niemiec i zdobył brąz w dwójce na dystansie 1000 metrów. Partnerował mu Holger Zander. Na mistrzostwach świata zdobył dwa medale, był również dwukrotnym medalistą mistrzostw Europy, złotym w 1961 i srebrnym w 1967 (oba krążki w sztafecie 4 × K-1 na dystansie 500 metrów).